# Adolf Wilhelm Rothley
Adolf Wilhelm Rothley (* 28. Januar 1920 in Rockenhausen; † 12. März 1971 ebenda) war ein deutscher Politiker (SPD).

## Leben und Beruf
Nach dem Volksschulabschluss absolvierte Rothley eine Lehre zum Verwaltungsangestellten beim Bürgermeisteramt Rockenhausen. Von 1946 bis 1964 war er beim Landkreis Rockenhausen tätig, wo er Leiter des Sozialamts wurde. Rothley war verheiratet und hatte ein Kind.

## Politik
Rothley trat 1947 der SPD bei. 1952 wurde er Vorsitzender des Ortsvereins Rockenhausen und Mitglied des Stadtrats. Von 1956 bis 1969 wurde er zum Bürgermeister von Rockenhausen gewählt. Von 1955 bis 1969 war er Abgeordneter des rheinland-pfälzischen Landtags. Dort war er von 1961 bis 1969 Landtagsvizepräsident. Anschließend war er bis zu seinem Tod Landrat des neugebildeten Donnersbergkreises.